# Thomas Weber (Künstler)
Thomas Weber (* 1965 in Schärding) ist ein österreichischer Maler und Grafiker.

## Leben
Nach Abschluss der Fachschule für Gebrauchsgrafik in Linz 1983 absolvierte er 1985 und 1986 die Meisterklasse Gestaltungslehre an der Universität für Angewandte Kunst Wien und die Meisterklasse Malerei und Grafik an der Universität für künstlerische und industrielle Gestaltung Linz.
Er wirkte während seiner Kunststudien an der Restaurierung von Kirchenaltären mit und ist seit 2001 als freischaffender Künstler tätig. Seit 1986 beteiligt er sich an Ausstellungen in Oberösterreich und in Wien.
Ab 2007 organisierte er die Ausstellungsserie Skulptur Reichersberg im Stift Reichersberg gemeinsam mit Andreas Sagmeister (Skulptur – figurativ, 2007, Skulptur – vegetativ, 2009, Skulptur – konkret, 2010). Das Volkskundehaus in Ried im Innkreis widmete ihm 2009 eine Sonderausstellung. Er lebt und arbeitet in Schärding und ist Mitglied der Innviertler Künstlergilde.

## Werke
- Entwurf von Ambo und Altar aus Glas der Pfarrkirche Taiskirchen, angefertigt in der Glaswerkstätte Schlierbach (2010)[3]